# Charles Berling
Charles Berling (ur. 30 kwietnia 1958 w Saint-Mandé, w regionie Île-de-France, w departamencie Dolina Marny) – francuski aktor, scenarzysta i reżyser.

## Życiorys
w Saint-Mandé, w regionie Île-de-France, w departamencie Dolina Marny jako syn nauczycielki języka angielskiego i lekarza francuskiej marynarki wojskowej w Toulon. W wieku piętnastu lat zaczął wraz z bratem występować w szkolnym teatrze. Jego zainteresowania aktorstwem wzrosły dzięki jego miłości do literatury autorów takich jak Charles Baudelaire i Louis-Ferdinand Céline. Później studiował w Institut National Supérieur des Arts du Spectacle (INSAS) przy Uniwersytecie w Belgii w Brukseli. Grał w takich przedstawieniach jak Szkoła kobiet (L’Ecole des femmes, 1985) Moliera i Botho Straussa Park (Le Parc, 1986). Wkrótce potem otrzymał angaż od Jean-Louis Martinelli, dyrektora Teatru Narodowego w Strasburgu, w którym spędził kilka lat występując m.in. w sztuce Bernarda-Marie Koltès Roberto Zucco (1995). W 2004 zagrał tytułowego bohatera dramatu szekspirowskiego Hamlet.
Debiutował na dużym ekranie rolą inspektora Focarda w filmie Zbrodnie w domu (Meurtres à domicile, 1982). Był pięciokrotnie nominowany do nagrody Cezara; jako François w dramacie Przybyć w terminie z martwym (Petits arrangements avec les morts, 1994), za rolę Markiza Grégoire Ponceludona de Malavoy w komediodramacie kostiumowym Śmieszność (Ridicule, 1996) z Jeanem Rochefort, Bernardem Giraudeau i Fanny Ardant, jako Jean-Marie Kunstler w komediodramacie Pranie na sucho (Nettoyage à sec, 1997), jako zakochany nauczyciel filozofii w melodramacie Nuda (L’Ennui, 1998) oraz w roli protestanckiego pastora w melodramacie Ścieżki uczuć (Les Destinées sentimentales, 2000) z Emmanuelle Béart i Isabelle Huppert. Za postać Jeana-Marie w dramacie Ci, którzy mnie kochają wsiądą do pociągu (Ceux qui m’aiment prendront le train, 1998) u boku Jeana-Louisa Trintignant i Vincenta Perez otrzymał nagrodę Étoile d’Or w Paryżu.
Był żonaty z Sophie Hatier, z którą ma syna Émile (ur. 7 grudnia 1990). W 1999 ożenił się z Camille Japy. W 2002 wspierał kampanię prezydencką Lionela Jospina.

## Wybrana filmografia

### Filmy fabularne
- 2019: Trzy dni i jedno życie (Trois jours et une vie) jako Michel Desmedt
- 2016: Maria Skłodowska-Curie (Marie Curie) jako Pierre Curie
- 2008: Cichy chaos (Caos calmo) jako Boesson
- 2006: Niewygodna prawda (An Inconvenient Truth)
- 2005: Widziałem, jak zginął Ben Barka (J’ai vu tuer Ben Barka) jako Georges Figon
- 2005: Marsz pingwinów (La marche de l’empereur) jako Narrator
- 2004: Tajni agenci (Agents secrets) jako Eugène
- 2003: Ojciec i synowie (Père et fils) jako David
- 2003: Zostaję! (Je reste!) jako Antoine
- 2001: 15 sierpnia (15 août) jako Vincent
- 2000: Ścieżki uczuć (Les destinées sentimentales) jako Jean Barnery
- 2000: Kwestia smaku (Une affaire de goût) jako René Rousset
- 2000: Sceny kryminalne (Scènes de crimes) jako Fabian
- 2000: Komedia niewinności (Comedie de l’innocence) jako Serge
- 2000: Anatomia sławy (Stardom) jako Philippe Gascon
- 1999: Most pomiędzy dwoma brzegami (Un pont entre deux rives) jako Matthias
- 1998: Nieznajomy ze Strasburga (L’inconnu de Strasbourg) jako Jean-Paul
- 1998: Ci, którzy mnie kochają wsiądą do pociągu (Ceux qui m’aiment prendront le train) jako Jean-Marie
- 1998: Nuda (L’ennui) jako Martin
- 1997: Obsesja (Obsession) jako Pierre Moulin
- 1997: Palmy pana Schutza (Les palmes de M. Schutz) jako Piotr Curie
- 1996: Śmieszność (Ridicule) jako Markiz Grégoire Ponceludon de Malavoy
- 1995: Nelly i pan Arnaud (Nelly & monsieur Arnaud) jako Jerôme
- 1992: Słony smak miłości (Salt on Our Skin) jako Roger
- 1982: Zbrodnie w domu (Meurtres à domicile) jako Inspektor Focard

### Filmy TV
- 2006: Maria Antonina (Marie-Antoinette) jako Récitant (głos)
- 2002: Jean Moulin jako Jean Moulin
- 1995: Jules i Jim (Jules et Jim) jako Jules

### Seriale TV
- 2005: Dalida jako Lucien Morisse

## Wybrane publikacje
- Charles Berling: Aujourd’hui, maman est morte. Paryż: Flammarion, 2011, s. 192. ISBN 978-2-08-125518-0.